# André Vaz Figueira
André Vaz Figueira foi um engenheiro militar, cartógrafo e desenhista que teve uma longa e importante trajetória nos territórios que atualmente constituem os estados do Rio de Janeiro, Santa Catarina e Rio Grande do Sul.

## Biografia
Estudou na Academia Militar do Rio de Janeiro, na condição de discípulo do renomado José Fernandes Pinto Alpoim, que foi, inclusive, o criador da referida Academia em 1740. A formação no Brasil, já é um ponto de diferenciação de André Vaz Figueira em relação a maioria dos outros engenheiros militares portugueses que atuaram no país, cuja formação era, de modo geral, proveniente de Portugal.

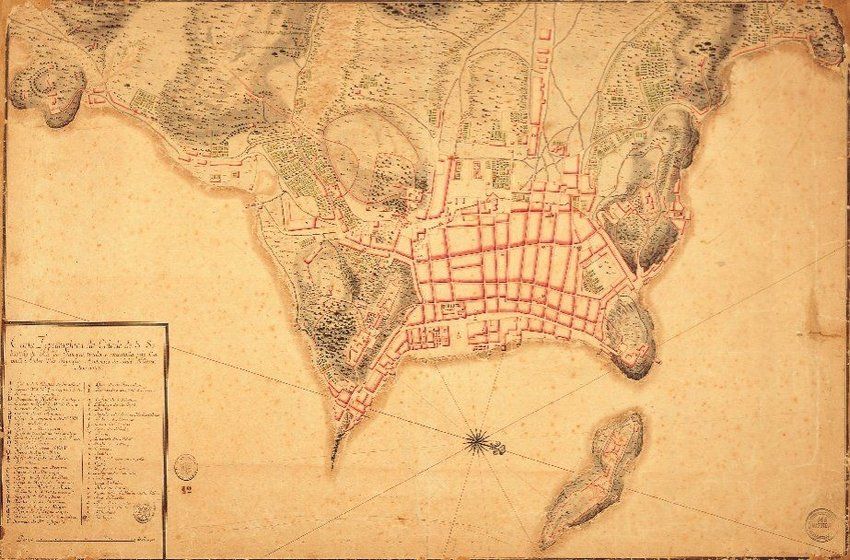
Carta Topográfica da Cidade de São Sebastião do Rio de Janeiro (1750), de André Vaz Figueira

Logo após a sua formação acadêmica, assentou praça no Rio de Janeiro, onde atuou durante mais de onze anos, o que lhe possibilitou ascender socialmente dentro da hierarquia militar, alcançando os postos de Sargento, Capitão de campanha e Alferes de uma companhia de artilharia do terço daquela localidade. Parte significativa da trajetória de Figueira na Praça do Rio de Janeiro se deu sob o governo de Gomes Freire de Andrade, com quem pôde estabelecer um vínculo significativo para o desenvolvimento de sua carreira profissional. Parte das beneficies atreladas a este vínculo é percebida em 1750 quando Gomes Freire encomenda à Figueira uma planta em escala correta da cidade do Rio de Janeiro, que foi intitulado "Carta Topográfica da Cidade de São Sebastião do Rio de Janeiro". Tal mapa, refletia as transformações urbanísticas que foram implementadas pelo Conde de Bobadela, governador interino da capitania fluminense entre os anos de 1733 e 1748.
É provável que Figueira tenha retornado temporariamente a Lisboa no início da década de 1750, haja vista que em 1752, Figueira embarcou, juntamente a outros diversos técnicos demarcadores, na nau Nossa Senhora da Lampadoza em Lisboa com destino à Ilha de Santa Catarina, de volta ao Brasil. Nas proximidades de Laguna, separou-se de Gomes Freire de Andrade, com quem havia viajado, e, somente, lhe reencontrou algum tempo depois. Na Ilha de Santa Catarina, Figueira dedicou-se aos trabalhos de fortificação e à elaboração de plantas das fortalezas dos presídios da referida localidade.

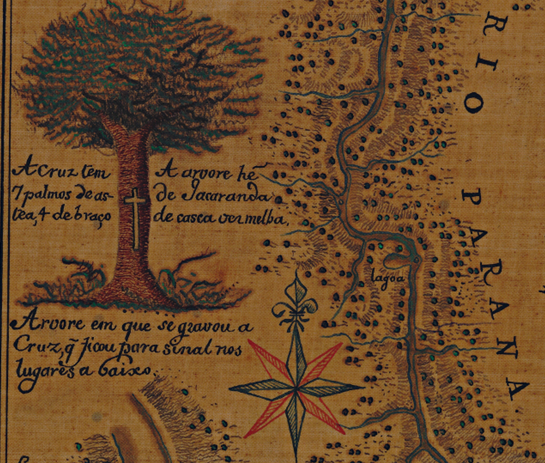
Recorte do Plano do Salto Grande do rio Paraná e desenho da árvore onde foi gravada a cruz para sinal (1754), de André Vaz Figueira.

Por mais que não estivesse em nenhuma das três partidas demarcadoras da América Meridional, conforme o acordado entre os reinos de Espanha e Portugal no Tratado de Madrid, Vaz Figueira colaborou no início dos trabalhos, na região de Castilhos Grandes ao Serro dos Reis, acompanhando o Comissário Gomes Freire até à Colônia do Sacramento.
Em 1754 André Vaz Figueira elabora um outro trabalho cartográfico, que foi intitulado "Plano do Salto Grande do rio Paraná e desenho da árvore onde foi gravada a cruz para sinal", no qual merece destaque o referido desenho da cruz feito sobre uma árvore com fim de assinalar sua passagem por aquele local em fins de outubro de 1754, bem como auxiliar o trabalho da segunda partida de demarcadores, tendo em vista que as atividades da mesma terminariam naquela região.
Ainda neste ano, frente à interrupção dos trabalhos de demarcação de fronteiras após a eclosão da Guerra Guaranítica, resultado da resistência dos indígenas missioneiros, Vaz Figueira sai do Forte Jesus Maria José, no rio Pardo, incorporado no exército português comandado pelo mesmo Gomes Freire, que descolocou-se para a região da contenção a fim de auxiliar a evacuação das forças espanholas.
Alguns anos mais tarde, em 1760, Vaz Figueira retornou à Praça do Rio de Janeiro, onde ocupou o posto de Capitão do Regimento de Artilharia da dita localidade.